# Phyllanthus finschii
Phyllanthus finschii là một loài thực vật có hoa trong họ Diệp hạ châu. Loài này được K.Schum. miêu tả khoa học đầu tiên năm 1887.